# El reloj (novela)
El reloj es una novela de Carlo Levi (título original: L'Orologio, año de publicación de en Italia: 1950)  Está comprendida entre una novela histórica y un ensayo, se escribió en Roma, entre 1947 y 1949, fue publicada por primera vez en Italia en 1950. La novela se desarrolla precisamente entre Roma y Nápoles en la inmediata postguerra, en 1945.
- Datos: Q5644239